# Saint-Paul-en-Cornillon

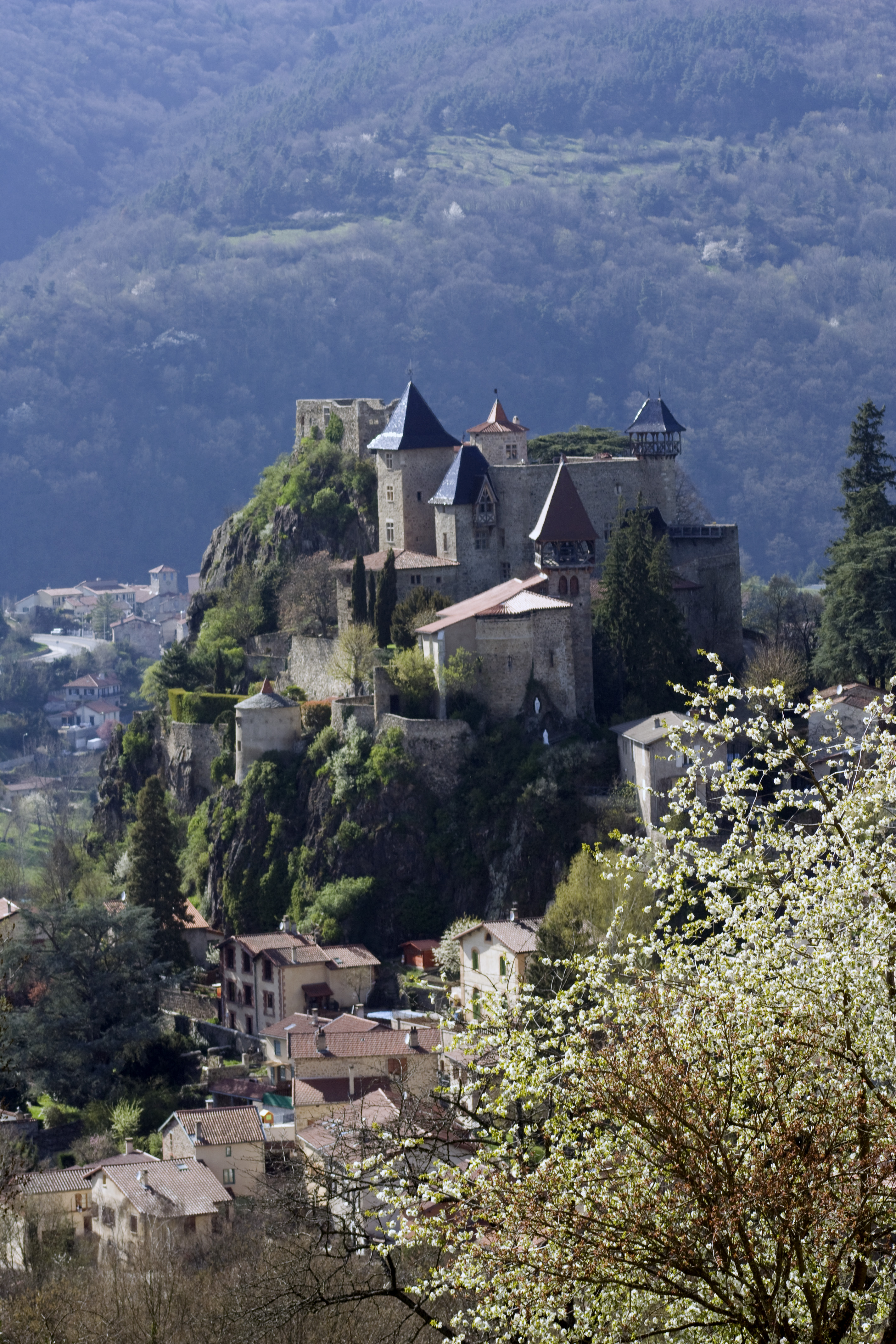
Kościół w Saint-Paul-en-Cornillon, 2011

Saint-Paul-en-Cornillon – miejscowość i gmina we Francji, w regionie Owernia-Rodan-Alpy, w departamencie Loara.
Według danych na rok 1990 gminę zamieszkiwały 1122 osoby, a gęstość zaludnienia wynosiła 302 os./km² (wśród 2880 gmin regionu Rodan-Alpy Saint-Paul-en-Cornillon plasuje się na 718. miejscu pod względem liczby ludności, natomiast pod względem powierzchni na miejscu 1605.).